# Córdoba (Venezuela)
Córdoba is een gemeente in de Venezolaanse staat Táchira. De gemeente telt 37.000 inwoners. De hoofdplaats is Santa Ana del Táchira.